# Porto Velho
Porto Velho Brazília nyugati részén az Amazonas-medencében Rondônia állam fővárosa és egyben legnagyobb városa, a Madeira folyó partján, Manaus-tól kb. 800 km-re délnyugatra. Lakosainak száma kb. 435 000 fő volt 2010-ben.
A város közlekedési csomópont és a régió kassziterit bányászatának fő kereskedési központja. Gazdasági életének főbb termékei még a fa, kakaó, kávé, gumi, élő állat, arany és az ón. 

## Népesség
A város népességének változása:
| Lakosok száma | 334 661 | 428 527 | 511 219 | 548 952 | 460 434 |
|               | 2000    | 2010    | 2016    | 2021    | 2022    |